# Крісті Ковал
Крісті Ковал (англ. Kristy Kowal, 9 жовтня 1978) — американська плавчиня.
Призерка Олімпійських Ігор 2000 року.
Чемпіонка світу з водних видів спорту 1998 року, призерка 2001 року.
Переможниця Пантихоокеанського чемпіонату з плавання 1997 року, призерка 1999, 2002 років.